# شوتو تاناكا
شوتو تاناكا (باليابانية: 田中 秀人) (8 نوفمبر 1985 في طوكيو في اليابان – )؛ هو لاعب كرة قدم ياباني سابق كان يلعب كمدافع.

## وصلات خارجية
- شوتو تاناكا على موقع رابطة كرة القدم اليابانية للمحترفين (اليابانية)
- شوتو تاناكا على موقع قاعدة بيانات كرة القدم.إي يو (الإنجليزية)
- شوتو تاناكا على موقع Soccerway.com (الإنجليزية)
- شوتو تاناكا على موقع عالم كرة القدم.نت (الإنجليزية)